# سلطعون أسود (فلم)
سلطعون أسود (بالإنجليزية: Black Crab) هو فيلم أكشن إثارة سويدي من إخراج آدم بيرغ وبطولة نومي رابيس، آلييت أوبهايم ودار سليم. صدر الفيلم على منصة نتفليكس في 18 مارس 2022.